# Пояски
Пояски́ — село в Україні, в Олевській міській громаді Коростенського району Житомирської області. Населення становить 393 осіб.
Неподалік від села розташований Поясківський заказник.

## Назва
Назву «Пояски» нинішнє село одержало, за народними переказами, внаслідок життєвої ситуації.
Російський імператор Микола ІІ і його уряд ухвалили рішення про прокладання залізниці Київ — Ковель. Для цього відбулися роботи щодо визначенню траси залізниці. Одного разу інженер-путієць, обстежуючи трасу, на болотистому різнотрав'ї вскочив по пояс у здвижину, і ледь вибрався. Відтоді місцевість і була прозвана Пояски.

## Історія
Місцевість, на якій розташоване сучасне село Пояски, відома ще за часів походу княгині Ольги на древлян у 946 році. На той час ця місцевість була дуже болотиста, заросла непрохідними лісами.
У 946 році військо княгині Ольги під проводом її воєводи Свенельда поверталося з північного кордону Древлянського князівства, де був страчений князь Ігор. Дружина дороги не знала і добиралася навмання від одного поселення до іншого, уточнюючи напрямок свого шляху. Повертаючись, воїни, за вказівкою княгині Ольги, нищили на своєму шляху все: поселення, град-застави, масово вбивали людей. При сутичках з місцевим населенням гинули і воїни княгині Ольги. Після великої відсічі влаштовували поховання загиблих у великих могильниках. Про той період свідчать, за переказами з глибинних правіків, наявність між Радовлем і Поясками урочищ Перші і Другі Берви, де неподалік знаходяться кургани та Юлжин Колодязь (Ольжин Колодязь). Військо княгині Ольги рухалося з Вуллєвська (Олевська) через Селищ, що розташовувалося поблизу сучасноно села Тепениця) по поселеннях і лісах до кріпості-оборони Радова (Радовеля). Ці поселення були повністю зруйновані і вже не відродилися.
Наявність курганів неподалік села Пояски свідчить про те, що на той час в цій місцевості були поселення, від яких не залишилося навіть назв.
В сучасне село Пояски люди почали оселятися стихійним чином. За переказами, у даній місцевості були і залишилися поклади білої глини. Люди з навколишніх поселень для будівництва власних будівель вели тут розкопки з добування глини. Кожного дня вони волами і кіньми приїжджали, накопували глину і везли в села. Згодом мудрі люди вирішили, що навіщо везти глину в село, якщо житло можна побудувати поблизу цих покладів. Від побудови однієї-двох хат розпочалося будівництво поселення.
Оскільки після копання глини залишалися ями, то люди і прозвали це урочище Ямне, назву від якого і одержало перше поселення — Ямне. За переказами є й інша версія щодо назви села. Довкола були болотисті, ямні місця, тому й урочище називалось Ямне, а при зведенні будівель і поселення одержало назву Ямне. Це відбувалося у другій половині XIX століття.
Залізнична лінія Київ — Ковель в даній місцевості була прокладена у 1903 році. Її наявність дуже швидко використав граф Уваров, який володів великими лісовими масивами. З метою відправлення лісопродукції на станції і у великі міста граф Уваров дуже швидко проклав вузькоколійку Городниця — Білокоровичі з підключенням її до поселень Пояски і Діброва. Це викликало необхідність складати лісову продукцію. Історично так склалося, що місця лісоскладу були визначені біля вказаних вище поселень. Для охорони, завантаження та розвантаження лісопродукції графом Уваровим наймалися робітники, які спочатку проживали у наспіх сколочених дерев'яних приміщеннях з одним віконцем, односкатним дахом. Згодом, з розвитком деревообробки, люди розпочали будувати свої власні домівки.
Інтенсивне ведення лісорозробок, постійне відправлення лісопродукції викликали необхідність утворення станції, яка отримала назву від однойменного поселення — Пояски.
Розвиток цього поселення проводився інтенсивно. Про це свідчать матеріали довідника «Адміністративно-територіальний устрій Житомирщини. 1795—2006 роки», де поселення Пояски станом на 17 грудня 1926 року було вказано як хутір Радовельської сільської ради, адже тоді були 2-3 будинки біля станції Пояски і дещо більше в самому поселенні.
Перетворюватися з хутора в село поселення Пояски почало у 1938—1938 роках, коли радянським урядом було видано розпорядження звезти людей і хати з хуторів у визначені населені пункти. Тоді ж тут було побудовано початкову школу.    
На території Радовельської сільської ради на той час нараховувалося понад 30 хуторів, які було ліквідовано, а людей переселено в села Радовель, Рудня-Радовельська і на хутір Пояски, який мав перспективу розвитку в зв'язку з наявністю тут залізничної станції.
Переселення людей з хуторів посприяло тому, що тут організували колгосп під назвою «імені Ворошилова». Крім того, неподалік села було відкрито кам'яний кар'єр, що також сприяло притоку робочої сили і будівництву житла.
Проте через невелику кількість сільськогосподарських угідь, утримання худоби, а отже неефективність діяльності господарства, у 1958 році колгосп імені Ворошилова був приєднаний до колгоспу імені Булганіна села Радовель і став бригадою цього колгоспу, який згодом було перейменовано в колгосп «Більшовик Олевщини». Бригада колгоспу існувала лише до середини 1960-х років, а потім взагалі була ліквідована. Поля оброблялися під керівництвом правління і спеціалістів колгоспу «Більшовик Олевщини». Отже, мешканці села Пояски — одні з небагатьох, які не пережили колективізації та масових репресій радянського періоду. Тут проходив мирний розвиток до початку Другої світової війни.
Під час війни жителі села стали активними учасниками партизанського руху, що привернуло увагу гітлерівців. У 1943 році фашисти здійснили декілька каральних операцій, під час яких чимало жителів села було схоплено, вивезено до залізничного мосту  Олевська, де їх було розстріляно і поховано.
Село і станція постійно піддавалися обстрілам, оскільки фашисти тут тримали свою варту в кількості до 150 осіб, а партизани здійснювали різні диверсії. Відступаючи, фашисти повністю знищили станцію Пояски.
Після війни село набуло нового розвитку. В селі відновлена робота початковою, а згодом відкрито семирічну школу за рахунок добудови нових класних кімнат. Було збудовано клуб, магазин, медпункт, дитсадок. У післявоєнні роки було відкрито цегельне підприємство з двома печами. У кожній печі випалювалося по 18 тис. цеглин. Цеглу возили навіть за межі Олевського району.
Важливим було й те, що наприкінці 1950-х років при станції Пояски було відкрито цех Олевського лісопункту Славутського деревообробного комбінату Південно-Західної залізниці, що розташовувався у місті Славута Хмельницької області. Було встановлено пилораму, деревообробні верстати, транспортери, направлено необхідну техніку і розпочато встановлення піддонів з обрізних дощок, які використовувалися для складування і відвантаження як власної деревообробної продукції, так і відправлялися підприємствам та будівельним організаціям чимало областей України. Це викликало притік нової робочої сили, а отже і створення сімей. Крім того, було створене Поясківське лісництво. Згодом постановою Ради Міністрів УРСР від 28 жовтня 1974 року частину лісових та болотяних масивів, що розміщенні поблизу Поясків, було віднесено до Поясківського заказника, загальною площею 113 га. Створений заказник з метою охорони та збереження в природному стані цінних вікових деревостанів дуба, сосни, берези, вивчення природного росту лісу без втручання людини, збереження рідкісних видів рослин, грибів, звірів і птахів.
На території заказника спостерігаються численні виходи на поверхню гранітів Українського щита. Все це сприяло розбудові села, будівництву нового приміщення станції та лісництва. Тому вже у 1959 році в селі Пояски проживало 545 жителів і надалі кількість жителів зростала.
Проте як виробнича, так і соціальна ситуація в селі змінилася через  аварію на Чорнобильській АЕС, а згодом, у 1992—2000 роках, й проведенням приватизації промислових та сільськогосподарських підприємств. Було припинено вирощування сільськогосподарської продукції, розформовано цех Славутського ДОКу. Його матеріальну і технічну базу було передано Поясківському лісництву. Люди частково виїхали у чисту зону.
У 2012 році в селі залишалося проживати лише 393 жителі у 154 подвір'ях. Крім, як у лісництві, на залізниці та у школі мешканцям села немає де працювати. Вони займаються домашнім господарством, збиранням грибів та ягід в лісі.
17 липня 2020 року, в результаті адміністративно-територіальної реформи та ліквідації Олевського району, село увійшло до складу Коростенського району.

## Населення
За переписом УРСР 1989 року чисельність наявного населення села становила 496 осіб, з яких 239 чоловіків та 257 жінок.
За переписом населення України 2001 року в селі мешкало 429 осіб.'.

### Мова
Розподіл населення за рідною мовою за даними перепису 2001 року:
| Мова       | Відсоток |
| ---------- | -------- |
| українська | 98,38 %  |
| російська  | 1,16 %   |
| молдовська | 0,46 %   |

## Транспорт
Автобусне сполучення було наявне дуже нетривалий час. Лише існує регулярний рух приміських поїздів через станцію Пояски.

## Відомі уродженці
- Стафійчук Валентин Іванович (нар. 5 червня 1970) — український географ, кандидат географічних наук, доцент Київського національного університету імені Тараса Шевченка.
- В селі проживають відомі талановиті мешканці: Галина Антонівна Курило, яка вишиває бісером, а також Ольга та Марія Балончуки — талановиті художники.